# Souveräner Rat des Malteserordens
Der Souveräne Rat des Souveränen Malteserordens (voller Titel: Souveräner Ritter- und Hospitalorden vom Hl. Johannes von Jerusalem, von Rhodos und von Malta) unterstützt den Großmeister bei der Regierung des Ordens.

## Zusammensetzung
Die Mitglieder des Souveränen Rates werden, mit Ausnahme des Großmeisters oder des Statthalters, vom Generalkapitel mit einfacher Mehrheit gewählt.
Dem Souveränen Rat gehören an:
- der Großmeister oder der Statthalter, der den Vorsitz führt;
- die Inhaber der vier Hohen Ämter: 
  - der Großkomtur,
  - der Großkanzler,
  - der Großhospitalier,
  - der Rezeptor des Gemeinsamen Schatzamtes;
- weitere sechs Mitglieder.[1]
  - Am 8. Juni 2009 wurden vom Generalkapitel auf 5 Jahre gewählt:[2]
    - Carlo d’Ippolito di Sant’Ippolito bis 6. Dezember 2011, Nachfolger Gian Luigi Magliocco di Brugneto[3]
    - John Dunlap
    - Duncan Gallie
    - Emmanuel Rousseau
    - Antonio Sanchez-Corea jr.
    - Winfried Graf Henckel von Donnersmarck

  - Am 31. Mai 2014 wurden vom Generalkapitel auf 5 Jahre gewählt:[4]
    - John E. Critien
    - John Dunlap
    - Duncan Gallie
    - Emmanuel Rousseau
    - Winfried Henckel von Donnersmarck
    - Geoffrey D. Gamble

Die vier Hohen Ämter sowie vier der sechs weiteren Ratsmitglieder müssen Ehren- oder Gratial- und Devotionsritter sein. Der Großkomtur und mindestens vier weitere Ratsmitglieder müssen Professritter sein.
In der Periode 2023–2029 gehören dem Souveränen Rat neben den fünf Mitgliedern qua Amt statt sechs nun neun weitere Mitglieder an:
- Richard J. Wolff
- John Eidinow
- João Augusto Esquivel Freire de Andrade
- Thomas N. Mulligan
- Nicola Tegoni
- Francis Joseph McCarthy
- Michael Kirk Grace
- Clemente Riva di Sanseverino
- Josef Blotz.[5]

## Aufgaben
Der Souveräne Rat wird vom Großmeister einberufen und tritt mindestens sechsmal im Jahr, sowie zusätzlich wenn besondere Umstände dies erforderlich erscheinen lassen, im Regelfall am Ordenssitz in Rom zusammen. Der Souveräne Rat kann sich auch mit absoluter Mehrheit selber einberufen.
Bestimmte Handlungen des Großmeisters bedürfen der Zustimmung des Souveränen Rates. In Fällen, in denen der Großmeister an die mitwirkende Beschlussfassung des Souveränen Rates gebunden ist, kann er kein von dem Beschluss abweichendes Dekret erlassen, ist aber andererseits nicht verpflichtet, ein dem Ratsbeschluss entsprechendes Dekret zu erlassen. Auch der Amtsverzicht des Großmeisters muss vom Souveränen Rat angenommen werden.